# Puy-Sanières

Puy-Sanières este o comună în departamentul Hautes-Alpes, Franța. În 1 ianuarie 2022 avea o populație de 281 de locuitori.